# Tracy Borman
Tracy Joanne Borman (née le 1er janvier 1972) est une historienne et auteure originaire de Scothern, Lincolnshire, Angleterre. Elle est surtout connue comme l'auteur de Elizabeth's Women, une galerie de portraits des femmes puissantes qui ont influencé la reine Elizabeth Ire.

## Jeunesse et éducation
Borman nait en 1972 à Lincoln et grandit dans le village voisin de Scothern. Elle fait ses études à l'école primaire Scothern (aujourd'hui Ellison Boulters Academy), à l'école William Farr de Welton et à l'école Yarborough (aujourd'hui Lincoln Castle Academy) de Lincoln. Elle étudie et enseigne l'histoire à l'Université de Hull, où elle obtient un doctorat en 1997. Sa thèse de doctorat s'intitule Sir Francis Vere in the Netherlands, 1589-1603: a re-evaluation of his career as Sergeant Major General of Elizabeth I’s troops.

## Carrière
Elizabeth's Women est publié en série et devient un livre de la semaine sur BBC Radio 4 en septembre 2009. Borman apparait sur Woman's Hour de BBC Radio 4, également en septembre 2009.
En 2013, elle est nommée conservatrice en chef adjointe des palais royaux historiques aux côtés de Lucy Worsley. En 2024, elle devient historienne en chef des palais royaux historiques.
En février 2021, Borman est élue membre de la Society of Antiquaries of London. Le 14 juin 2024, elle est nommée Officier de l'Ordre de l'Empire britannique lors des honneurs de l'anniversaire du roi pour services rendus au patrimoine.
En juillet 2022, Borman est nommée chancelier de l'Université Bishop Grosseteste à Lincoln.

## Publications

### Fiction
- The King's Witch (2018)
- The Devil's Slave (2019)
- The Fallen Angel (2020)

### Non-fiction
- Henrietta Howard: King's Mistress, Queen's Servant, Jonathan Cape et Vintage (2007)
- Elizabeth's Women: The Hidden Story of the Virgin Queen, Jonathan Cape et Vintage (2010)
- Matilda: Queen of the Conqueror, Jonathan Cape et Vintage (2011)
- The Ring and the Crown: A History of Royal Weddings 1066–2011 (avec Alison Weir, Kate Williams et Sarah Gristwood) (2011) (ISBN 978-0-09-194377-6)
- Witches: A Tale of Sorcery, Scandal and Seduction, Jonathan Cape et Vintage (2013)
- The Story of the Tower of London, Merrell
- Thomas Cromwell: The Hidden Story of Henry VIII's Most Faithful Servant. Hodder et Stoughton (2015)
- The Private Lives of the Tudors: Uncovering the Secrets of Britain's Greatest Dynasty, Hodder et Stoughton (2016)
- Henry VIII: And the Men Who Made Him, Hodder et Stoughton (2019)
- Crown and Sceptre: A New History of the British Monarchy from William the Conqueror to Elizabeth II, Hodder et Stoughton (2021)
- Anne Boleyn & Elizabeth I: The Mother and Daughter Who Changed History, Hodder et Stoughton (2023)